# Ташкентская железная дорога
Ташкентская железная дорога — совокупность железных дорог в Российской империи и Союзе ССР, соединявших европейскую Россию со Средней Азией (ранее Туркестан) и пролегавших по территории Узбекской, Казахской, Киргизской и Таджикской ССР.

## История

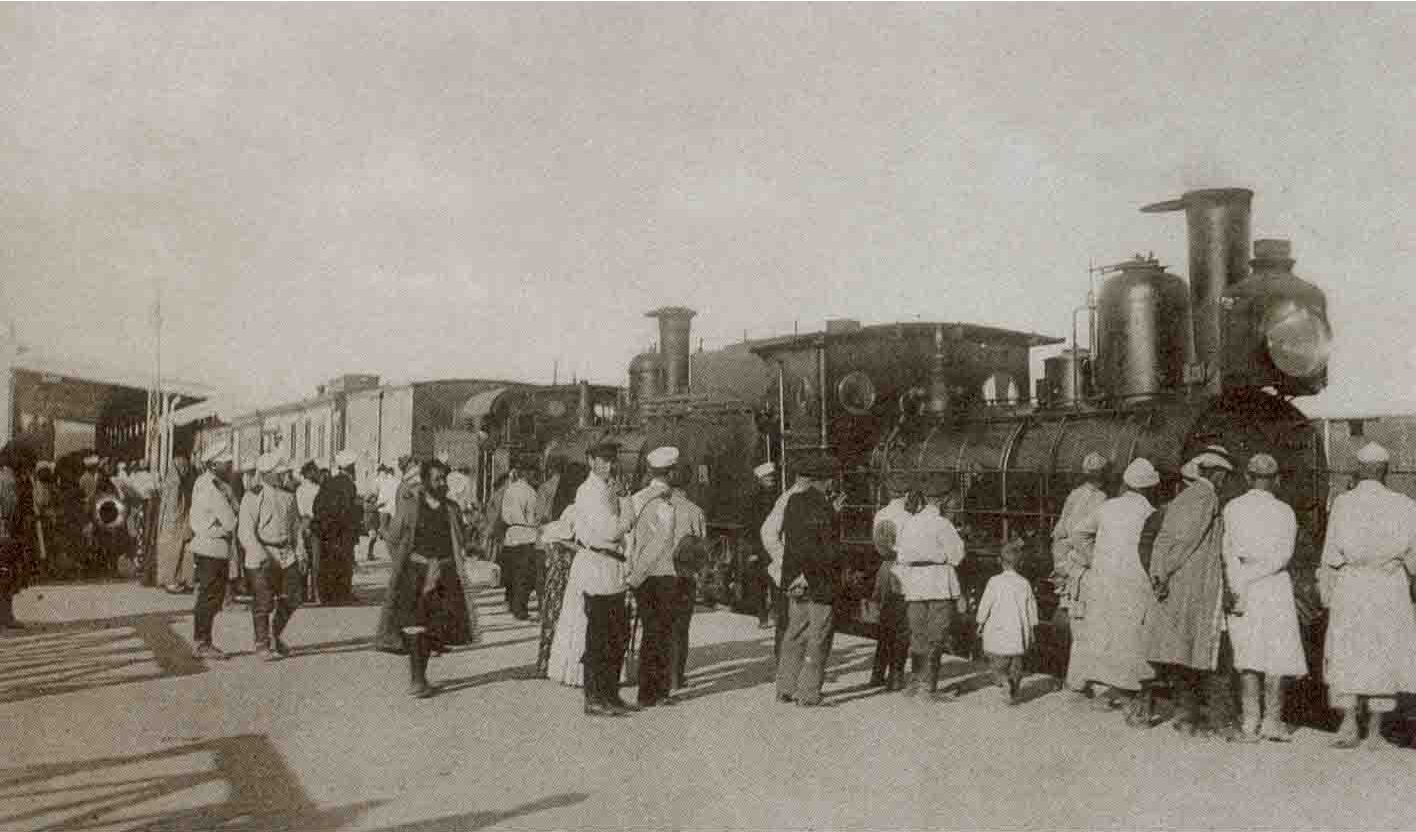
На перроне Ташкентского вокзала, 1903 год.

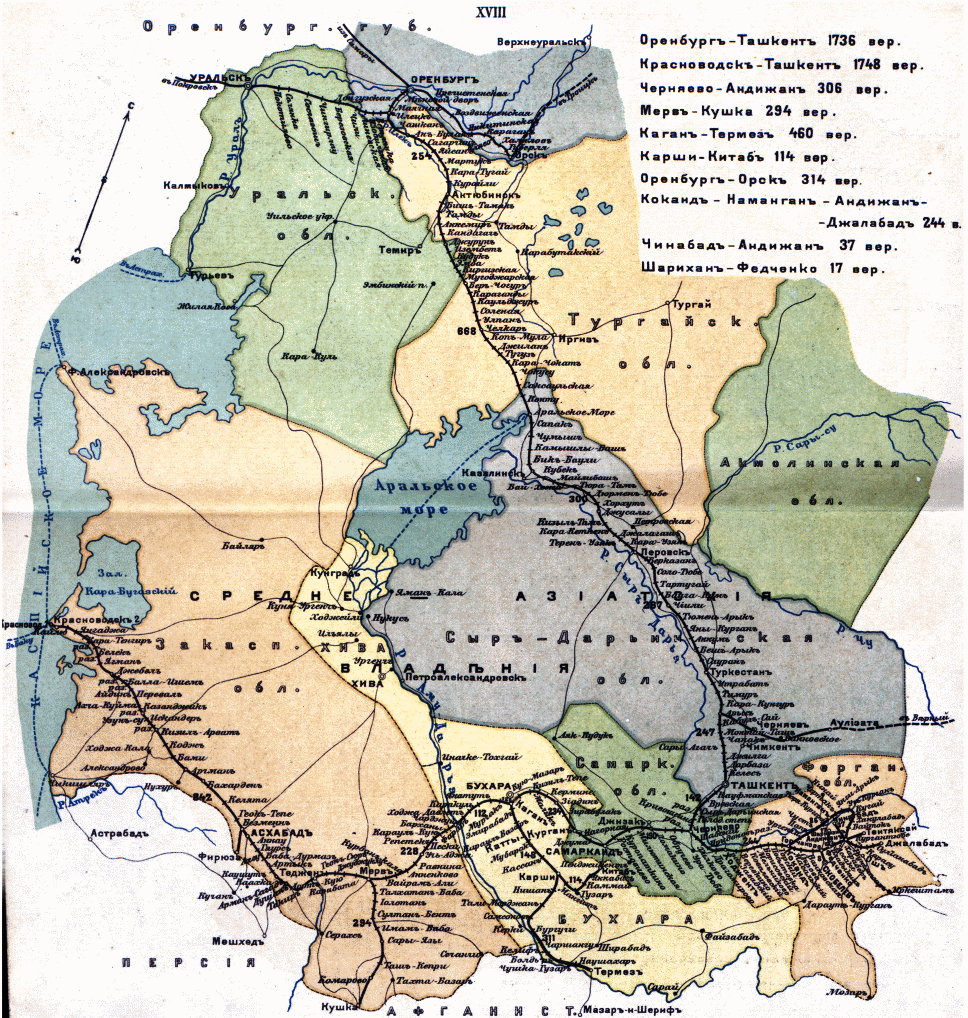
Карта железных дорог в российском Туркестане

Оренбург-Ташкентская железная дорога была построена в период с 1887 года по 1906 год:
- 1888 год — участок Зиадин — Урсатьевская.
- 1889 год — Урсатьевская — Андижан.
- 1899 год — Самарканд — Ташкент.
- 1905 год — Оренбург — Кандагач — Казалинск.
- 1906 год — Казалинск — Джусалы — Арысь — Ташкент.

В 1905 году на линии заложена станция Кандагач, одна из крупнейших станций дороги. В 1905 году открылось первое на дороге Казалинское локомотивное депо.
1 января 1905 года к Ташкентской железной дороге был присоединен участок Кинель — Оренбург Самаро-Златоустовской железной дороги.
19 июня 1925 года была переименована станция Черняево Ташкентской железной дороги. 28 августа 1925 года переименовали станцию Перовск Ташкентской дороги в станцию Кзыл-Орда.
К 1907 году участок Уральск — Илецк был продлён от Уральска до ст. Ангаты, от Илецка до ст. Чингирлау, началось строительство моста через реку Урал. Однако в атласах железных дорог СССР 1936 года участок Уральск-Илецк обозначен не был, а в атласе за 1937 год помечен как строящийся.
На 1913 год дорога имела протяжённость 2234 км. В подвижном составе имелось 552 паровоза, 7853 товарных и 655 пассажирских вагонов. Имелись зернохранилища на станциях Новосергиевская, Платовка.
С 1929 по 1934 годы Ташкентская железная дорога входила в состав Среднеазиатской железной дороги.
В 1930-х годах дорога оснащалась новыми технических средствами, усиливался путь, получили развитие сортировочные станции, создана ремонтная база подвижного состава.
В 1934 году из Среднеазиатской железной дороги были выделены Оренбургская и Ташкентская железная дороги. В состав Оренбургской вошла линия Кинель — Оренбург — Илецк — Кандагач — Джусалы, в состав Ташкентской — линия Джусалы — Арысь — Ташкент.
Протяжённость Ташкентской дороги на 1955 год составляла 2419,6 км, управление дороги располагалось в Ташкенте.
Как дорога с трудными условиями эксплуатации паровозов (безводность местности) одна из первых в СССР была в середине 1950-х годов переведена на тепловозную тягу и получила в свой парк тепловозы ТЭ3. Основными грузами дороги являлись: хлопок, уголь, нефть, руда, машины, строительные материалы, промышленные и продовольственные товары.
В 1958 году Ташкентская железная дорога была расформирована. Участок Джусалы — Арысь вошёл в состав Казахской железной дороги (c 1977 года в состав Западно-Казахстанской железной дороги), участок Арысь — Ташкент в состав Среднеазиатской железной дороги.
После распада Союза ССР в 1991 году Западно-Казахстанская железная дорога вошла в состав Казахстанских железных дорог, а Среднеазиатская железная дорога распалась на участки, вошедшие в состав дорог: Узбекистанская железная дорога, Туркменская железная дорога, Кыргызская железная дорога и Таджикская железная дорога.